# 格闘技通信
格闘技通信（かくとうぎつうしん）は、ベースボール・マガジン社発行の格闘技専門誌。略して格通（かくつう）とも呼ばれる。1986年から2010年まで24年にわたって発行された。

## 概要
当初は『週刊プロレス』増刊号として11月7日号を刊行、翌1987年3月7日号まで全5号が刊行。1987年5月号より、月刊誌となる。1992年の10月8日号からは月2回刊（8日、23日発売）となっていたが、2008年6月発売の8月号から再び月刊誌に戻る。
谷川編集長時代以降は格闘技の大会ガイドや、選手のインタビューなどの情報記事を主とする。基本的に格闘技を観戦するファンのための観戦ガイドを中心とした格闘技情報誌であり、格闘技分野におけるプロレス雑誌的なスタンスを取っている。そのため、格闘技を実践するための技術記事は少ない。

## 歴史

### 前史
格闘技路線で人気を博したものの、1985年末にいったん活動を停止したプロレス団体UWFのファンの受け皿として、ベースボールマガジン社のプロレス雑誌『週刊プロレス』（週プロ）のコーナーとして、週刊プロレス編集長杉山頴男が始めた。
第1回は1986年1月28日号に掲載され、柔道対サンボの記事だったが、UWFファンのため、UWFの前田日明やUWFを離れてシューティング（修斗）を創始した佐山サトルを中心にし、シュートボクシングのシーザー武志、大道塾の東孝などを登場させていった。

### 創刊
そして、1986年秋発行の週刊プロレス11月7日増刊号より創刊。翌1987年3月7日増刊号まで、全5号刊行。第6号の1987年5月号より、『近代空手』誌と『中国武術』誌を合併した形で週プロから独立した雑誌となる。このためや養神館合気道など競技を行わない武道、武術も多くあつかっていたので実践派用の記事も多かった。この6号から雑誌コードを取得した。初代編集長は杉山が務めた。
当時既に『ワールド空手』『フルコンタクトKARATE』といった実践派のための空手系の格闘技雑誌は存在していたが、プロレス雑誌の流れを引き継ぐ観戦派も含めた雑誌のため、創刊初期には格闘技の興行が少なかった事情から、極真空手やUWFなどのプロレスを大きく扱った。創刊号の内容も「カール・ゴッチが語った佐山・前田・シーザー」「長州力・馳浩他のアマレス時代」となっている。また、初期の頃は、合気道、伝統系の空手、柔道、サンボ、ジークンドー、古流柔術、少林寺拳法、気功、相撲やレスリングも掲載されていた。

### 谷川編集長時代
1990年代には格闘技業界のオピニオン誌的地位にあり、打撃系格闘技イベントK-1が登場してからは、当時の編集長谷川貞治（1990年就任）が大きく肩入れをして、主催者の石井和義のブレーンとして発展に寄与した。これが繋がって、後に谷川がK-1運営会社FEGの社長を任せられることとなった。谷川編集長時代になってしばらくたつと競技を行わない格闘技、武術を原則掲載しない方針を取った。そのため堀辺正史の連載が終了すると骨法が載らなくなった。観戦派色も強くなっていった。1986年に創刊された『ゴング格闘技』とともに長く観戦派のための格闘技雑誌は2誌体制が続くことになっていく。骨法が競技会である『骨法の祭典』を開催する方針を打ち出すと骨法が誌面に復活し、大きく肩入れもする。伝統系の空手の掲載も続いた。

### 山本→本多→朝岡編集長時代
1996年にプロレス、格闘技の有料専門チャンネルFIGHTING TV サムライ開局のため、谷川貞治がベースボール・マガジン社を退社すると、ワンポイントで『週刊プロレス』編集長のターザン山本を繋ぎで挟み、本多誠が就任。
1996年、素手の総合格闘技ルールで行われたUniversal Vale Tudo Fighting 2に骨法は二人の代表選手を引き連れて参戦するも惨敗する。格闘技通信はこれをうけて誌面で大々的に「骨法を贔屓しすぎていました」と謝罪し、骨法を誌面で取り扱う機会が極端に減少した。
1999年5月に格闘技経験者の朝岡秀樹が編集長に就任した。朝岡時代の『格闘技通信』は、谷川貞治が創刊した『SRS-DX』やサブカルチャー路線から格闘技に軸足を移してきた『紙のプロレス』など新たに競合誌が増えた中、挑戦的な誌面作りで格闘技業界に数々の問題提起を行ない波紋を巻き起こした。この朝岡編集長時代には、前任の本多編集長時代の記事に髙田道場のクレームがついて取材拒否を受ける。このため当時PRIDEで人気絶頂だった桜庭和志の誌面登場はおろか試合レポートでの写真掲載もできず、やむなく画像ソフトで油絵タッチにエフェクトされた写真がイラストとして掲載されることもあった。高田道場からは2002年に取材解禁される。

### 三次→朝岡（第二期）編集長時代
2002年から2007年は三次敏之が編集長に就任。骨法の堀辺正史を御意見番に起用した。2003年の大晦日に地上波のテレビ局3局が格闘技の中継を行う大晦日格闘技興行戦争で格闘技ブームが頂点を迎えた後、『SRS-DX』『格闘伝説』が休刊し、格闘技雑誌の発行部数が1990年代初頭の3分1の減少していく中で、2007年6月8日発売の『格闘技通信』2007年7月8日号（No.424）から7代目の編集長として朝岡秀樹が復帰。「20年に1度」と銘打ったこれまでにない大幅なリニューアルを敢行した。ライバル誌の『GONKAKU』と同様に、総合スポーツ雑誌『Sports Graphic Number』に大きく影響を受けて、ビジュアルを重視して大判化。内容もネットで大会の速報が流れる時代に対応して、記者による試合のレポートを廃止して、選手など識者による試合の分析を掲載することにした。編集体制も8日売りの号と23日売りの号で分けて、朝岡が8日売りを担当して「やる側の視点」を重視、23日売りは朝岡は担当せずに本多誠が統括する事実上の編集長が2人体制で「見る側の視点」を重視するとしている。

#### 本多（第二期）編集長時代→休刊
月2回刊体制は、2008年の6月23日&7月8日合併号で終了し、2008年6月発売の8月号から再び月刊の刊行に戻った。同時に朝岡秀樹が編集長を退任し、23日発売号の事実上の編集長だった本多誠が再び正式に編集長に就任した。
2010年2月23日発売の2010年4月号（25巻5号=通算567号）をもって休刊。以後は携帯サイト「格通モバイル」と古巣である『週刊プロレス』の一コーナーで展開されると告知されていたが、『週刊プロレス』のコーナーは掲載されることがなく、「格通モバイル」も同年7月末で配信終了することになった。

## 歴代編集長
1. 杉山頴男
2. 谷川貞治（1990年 - 1996年）
3. ターザン山本（1996年）
4. 本多誠（1996年 - 1999年）
5. 朝岡秀樹（1999年 - 2002年）
6. 三次敏之（2002年 - 2007年）
7. 朝岡秀樹（2007年 - 2008年）
8. 本多誠（2008年 - 休刊）